# Szczudłak czarny
Szczudłak czarny (Himantopus novaezelandiae) – gatunek średniej wielkości ptaka z rodziny szczudłonogów (Recurvirostridae), występującego w jednej dolinie rzecznej na nowozelandzkiej Wyspie Południowej; krytycznie zagrożony wyginięciem.

## Taksonomia
Po raz pierwszy gatunek opisał John Gould; opis ukazał się w 1841 na łamach „Proceedings of the Zoological Society of London”. Holotyp pochodził z portu morskiego Wellington (dawniej Port Nicholson). Gould nadał nowemu gatunkowi nazwę Himantopus novæ-zelandiæ. Międzynarodowy Komitet Ornitologiczny podtrzymuje tę nazwę (w formie H. novaezelandiae, 2025) i uznaje gatunek za monotypowy. Szczudłak czarny jest blisko spokrewniony ze szczudłakiem zwyczajnym (H. himantopus), krzyżuje się z osobnikami podgatunku H. h. leucocephalus, którego biologia rozrodu jest podobna.

## Morfologia
Długość ciała wynosi 37–40 cm, masa ciała około 195–220 g. Skok przeciętnie ma długość 87 mm. Upierzenie smoliście czarne, jedynie grzbiet, skrzydła i sterówki odznaczają się zielonawym połyskiem. Dziób czarny (wg Goulda mierzy około 76 mm), nogi i stopy różowawe. Ptaki swoją czarną barwę przybierają wraz z wiekiem, bowiem do 18. miesiąca życia mają jeszcze szatę juwenalną, która różni się od dorosłej czarno-białą kolorystyką.

## Zasięg występowania
Niegdyś szczudłak czarny zasiedlał obie wyspy Nowej Zelandii. Obecnie na Wyspie Północnej wymarł, zaś na Wyspie Południowej występuje jedynie w górnej dolinie Waitaki. Blisko 90% populacji to ptaki osiadłe, jednak niektóre nadal wędrują zimą na Wyspę Północną.

## Ekologia
Środowiskiem życia szczudłaka czarnego są rzeki roztokowe, jednak pojawia się również na mokradłach i trzęsawiskach. Poza sezonem lęgowym odwiedza zbiorniki wodne, skraje jezior, delty rzek, niektóre osobniki odwiedzają również laguny i estuaria. Jest mięsożerny, zjada głównie reprezentantów licznych gatunków bezkręgowców oraz małe ryby. Żywi się przeważnie wodnymi owadami i ich larwami, np. jętkami (Ephemeroptera), chruścikami (Trichoptera), widelnicami (Plecoptera). Do zjadanych ryb należą przedstawiciele galaksowatych (Galaxiidae) oraz eleotrowatych (Eleotrididae). Żywi się również skąposzczetami i mięczakami.

### Lęgi

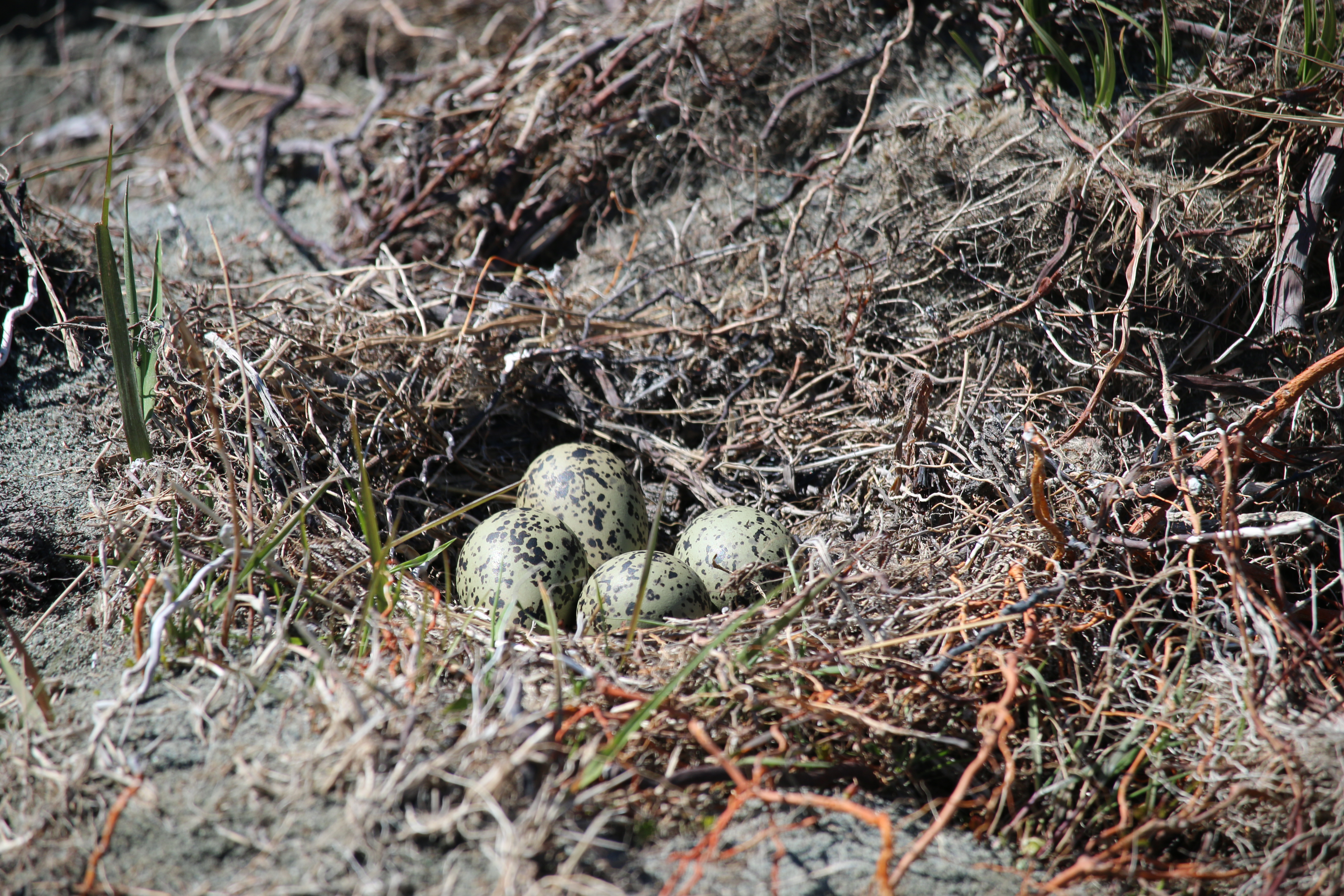
Gniazdo z jajami

Okres lęgowy trwa od sierpnia do stycznia, ze szczególnym nasileniem w październiku. Formowanie par rozpoczyna się późno w zimie, pary utrzymują się cały sezon (wg innego źródła całe życie). Szczudłaki czarne przywiązują się do miejsc, w których założyły gniazdo. Gniazdo umieszczone blisko wody, zwykle dobrze wyściełane. Zniesienie liczy przeważnie 4 jaja (lecz samica może znieść ich od 3 do 6). Inkubacja trwa 24–27 dni, wysiadują oba ptaki z pary. Pisklęta z wierzchu porasta jasnobrązowy puch pokryty czarnymi plamami, na grzbiecie większymi i układającymi się w linie; ich nogawice są szaroczarne, zaś spód ciała brudnobiały. Młode po 41–55 dniach życia są w pełni opierzone, a po 7–9 miesiącach uniezależniają się od rodziców. Dojrzałość płciową osiągają po 2 lub 3 latach. Na wolności mogą żyć do 19 lat.

## W kulturze człowieka
Maorysi uznają szczudłaka czarnego za taonga – „skarb narodowy”; nazwa tego ptaka w języku Maorysów brzmi Kakī. W 2000 wyemitowany został znaczek z ilustracją autorstwa Paula Martinsona przedstawiającą H. novaezelandiae, wart 80 centów.

## Status zagrożenia
IUCN uznaje szczudłaka czarnego za gatunek krytycznie zagrożony (CR, Critically Endangered) nieprzerwanie od 1994 (stan w 2021). Choć BirdLife International uznaje trend populacji gatunku za wzrostowy, liczebność populacji jest bardzo niska – w 2008 doliczono się 78 dorosłych osobników, jednak nie wiadomo, ile z nich to dzikie ptaki, a ile wychowało się w niewoli. Prawdopodobnie w latach 40. XX wieku liczebność populacji wynosiła 500–1000 osobników. Utrzymywała trend spadkowy do 1981, kiedy na wolności żyły 23 osobniki; wtedy też rozpoczęły się intensywne działania na rzecz ochrony gatunku. W sezonie lęgowym 2004/2005 z powodzeniem rozmnażało się tylko 11 par. W latach 1995–2005 liczebność populacji podwoiła się. Od 2005 populacja nadal rosła dzięki wypuszczaniu na wolność ptaków odchowanych w niewoli. W 2012 liczebność populacji wynosiła 130 ptaków. Zagrożeniem dla gatunku są drapieżniki, zwłaszcza wprowadzone na wyspę koty (Felis catus), fretki (Mustela furo) oraz zawleczone szczury wędrowne (Rattus norvegicus); prócz tego na szczudłaki czarne polują przedstawiciele rdzennych gatunków – błotniaki moczarowe (Circus approximans) i mewy południowe (Larus dominicanus). Ponadto środowisko życia tych szczudłaków zostało przekształcone m.in. wskutek rozwoju rolnictwa, budowy hydroelektrowni i działań przeciwpowodziowych.